# Джодан, Шиме
Шиме Джодан (хорв. Šime Đodan; 27 декабря 1927, Родалице, близ Бенковаца, Королевство сербов, хорватов и словенцев — 2 октября 2007, Дубровник, Хорватия) — хорватский государственный деятель, министр обороны Хорватии (1991).

## Биография
Участник народно-освободительной войны Югославии, был неоднократно ранен. Служил в качестве командира взвода и войскового комиссара.
В 1949 г. окончил военно-политическое училище в Белграде, в 1953 г. — Высшую военную артиллерийскую Академию. Ушел с военной службы в 1960 г. в звании лейтенанта.
В 1960 г. окончил юридический факультет Загребского университета, в 1965 г. получил докторскую степень по экономике. Преподавал политэкономию на юридическом факультет Загребского университета, с 1967 г. — доцент. В 1967—1971 гг. возглавлял литературно-научное и просветительское общество Матица хорватская. 
Являлся автором нескольких научных трудов по экономике. Во время «Хорватской весны» — автор громкой диссертации о якобы имевшей место эксплуатации хорватов в Королевстве Югославия. 
Был арестован по обвинению, что с 1963 г. являлся идеологом «массового хорватского движения» и приговорен судом к шести годам тюремного заключения за пропаганду хорватского национализма. После освобождения преподавал в Загребском университете.
В 1991—1995 гг. — депутат хорватского парламента от Хорватского демократического содружества. Являлся председателем парламентского комитета по бюджету и финансам, председателем Экономического совета Республики Хорватии, председателем конституционного комитета парламента.
В 1991 г. возглавлял министерство обороны Хорватии. Выступал с рядом скандальных заявлений, наиболее известное из которых о том, что сербы обладают меньшими в сравнении с другими размерами головы и головного мозга.
В 1993 г. ему было присвоено воинское звание генерал-майора.